# 特基路口 (亞利桑那州)
特基路口（英語：Turkey Crossing）是位於美國亞利桑那州可可尼諾縣的一個非建制地區。該地的面積和人口皆未知。

## 地理
特基路口的座標為34°25′41″N 111°01′21″W / 34.42806°N 111.02250°W，而該地的平均海拔高度為2242米（即7356英尺）。